# Maesa insignis
Maesa insignis là một loài thực vật có hoa trong họ Anh thảo. Loài này được Chun mô tả khoa học đầu tiên năm 1934.